# کارلوس آگویلرا
کارلوس آگویلرا (انگلیسی: Carlos Aguilera؛ زادهٔ ۲۱ سپتامبر ۱۹۶۴) بازیکن سابق فوتبال اهل اروگوئه است.
از باشگاه‌هایی که در آن بازی کرده‌است می‌توان به باشگاه فوتبال ناسیونال اروگوئه، باشگاه فوتبال پنیارول و راسینگ کلوب آویاندا، تورینو، جنوا و باشگاه فوتبال پنیارول اشاره کرد.
وی همچنین در تیم ملی فوتبال اروگوئه بازی کرده‌است.